# سد صلسکا هارتا
سد صلسکا هارتا (به لاتین: Slezská Harta Dam) یک سد در جمهوری چک است که در شهرستان برونتال واقع شده‌است.